# 庄司栄三郎
庄司 栄三郎（しょうじ えいざぶろう、1835年4月12日（天保6年3月15日） - 1896年（明治29年）10月21日）は、日本の政治家。鳥取県会見郡渡村長（初代）。元渡村会議員。

## 経歴
出雲国島根郡新庄村（のち島根県八束郡本庄村、現・松江市）出身。渡村（現・鳥取県境港市渡町）の医者門脇春哲家の奉公人であったが、同家の長男健三郎が“本庄司”に婿入りの際、その俊敏な働きぶりを見込まれて本庄司の番頭として迎えられた。後に本庄司当主の妹をめとって庄司姓を名乗り、“西庄司”と号した。
初代戸長を務め、同家の大黒柱には今なお血税騒動で受けた傷跡が残る。大祥寺北に尋常小学校を新築する等初代村長として村政の基礎を築いた。